# ホーチミン市
座標: 北緯10度46分10秒 東経106度40分55秒 / 北緯10.76944度 東経106.68194度
ホーチミン市（胡志明市、ホーチミンし、ベトナム語：Thành phố Hồ Chí Minh / 城庯胡志明  聞く）は、ベトナム社会主義共和国の南部に位置し、同国で最も人口が多い都市であり、東南アジア有数の世界都市でもある。市街中心部の旧称はサイゴン（ベトナム語：Sài Gòn / 柴棍  聞く）である。

## 概説
ベトナム国民の父として親しまれる人物である「ホー・チ・ミン」と音韻弁別するため、通常はホーチミン市又はホーチミン・シティ（英語: Ho Chi Minh City）と呼ぶ。旧名はサイゴン（ベトナム語：Sài Gòn / 柴棍）であり、現地では今なお「サイゴン」という表現が、様々な場面で使われており、都市名としては「ホーチミン市」よりも通じる。また、ベトナム人の間では「HCMC」「TP.HCM」と省略されることが多い。
古くからベトナムの経済的中心地として栄え、「東洋のパリ」と呼ばれたフランス統治時代の影響が残る街並みと、経済成長で建てられた高層ビル群と、雑多なバイク渋滞・スラム街が同居する。登録人口ベースで1400万人を抱えるホーチミン市は、ベトナム南部圏の中心として、同国GDPのおよそ半分を占める。

## 市名

### 創建期のクメール語名
ホーチミン市は、元来クメール人が居住しており、プレイノコールという地名で知られていた。プレイノコールとは「森の街」、或いは「森のある土地」を意味するクメール語（プレイ＝森、ノコール＝街、場所をそれぞれ意味する。ノコールはサンスクリット語のnagara に由来）である。プレイノコールという地名は、今日でもカンボジア人やメコンデルタに居住する少数民族の低地クメール人（クメールクロム）によって用いられることがある。

### 伝統的なベトナム語名
プレイノコールに北方からのキン人（現代ベトナムの主要民族）移民が定住するようになってから、フランス人によって植民地化されるまでは、この土地のベトナム語名はザーディン（Gia Định、嘉定）だった。

### サイゴンの由来

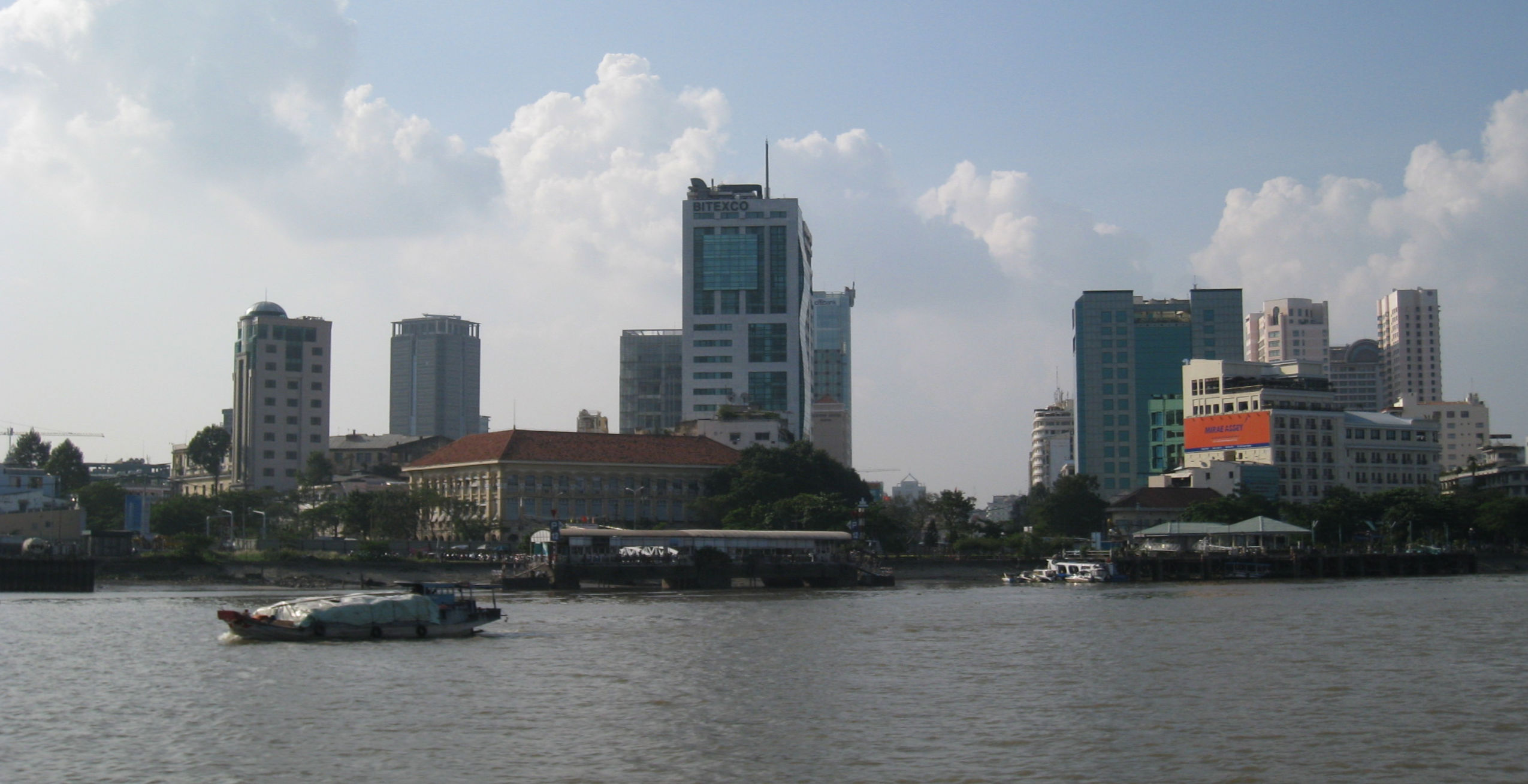
サイゴン川と中心市街地

1862年、フランス人はこの公式な名前を捨て、「サイゴン」Sài Gònという呼称が一般的になっていたので、フランス語で呼ぶことにした。ベトナム語のサイゴンという名前の由来には様々な議論があるが、その語源は次のように分析されている。正字法という観点からいえば、ベトナム語の名前である「サイゴン」は、Sài Gòn という具合に2音節に分けて書くものであるし、ベトナム語の伝統的な綴り方はそのようになっている。ところが、空白を省略したいためか、西洋風に見せたいためか、都市名を SàiGòn や Sàigòn というように書く人もいる。

#### ベトナム語語源説
語源としてよく言われるのは、Sài は中国語の借用語（漢字で柴、普通話での発音は chái）であり、意味は「柴、丸太、小枝、杭」である。Gòn は別の中国語の借用語（漢字で棍、普通話での発音は gùn）であり、意味は本来「棒、竿、樹木の幹」であるが、ベトナム語では「綿」を意味する（bông gòn、文字通りにいえば「綿の棒」、つまりは「綿花」を意味する言葉が縮まって gòn になった）。
この名前は、クメール人がプレイノコール周辺で栽培していて、今でもCây Mai寺やその周辺で見ることができる沢山の綿花に由来しているという説もある。
別の説によると、サイゴンの語源的な意味は「小枝 = Sài」と「幹 = Gòn」であり、クメール語名のプレイノコールの由来にもなった、かつてこの街の周囲にあった背の高い木々が密集した森にちなむという。
語源的には、ベトナム語の Sài Gòn という呼称は（その説が正しいと一応考えるとして）中国語の名前に由来すると言われているにもかかわらず、ベトナムでも中国でも、華人は柴棍（広東語の発音は Chaai4gwan3、閩南語の発音はTsha5kun3、普通話の発音は Cháigùn）という呼称は使わない。華人はこの街を西貢（広東語の発音は Sai1gung3、閩南語の発音はSai1kon3、普通話の発音は Xīgòng）と呼ぶ。これは「サイゴン」の単なる音訳に過ぎない。

#### クメール語語源説
別の語源として、しばしば主張されるのが「サイゴン」で“Sai Con”（クメール語で「カポックの木の森」を意味する prey kor｛prey = 森、kor = カポックの木）の翻訳語とされる｝に由来するというものである。なお、クメール語の prey kor という言葉は前述したクメール語名のプレイノコールと混同すべきでない（kor はクメール語でカポックの木を意味する言葉であり、ノコールは「街、土地」という原義をもつサンスクリット語に由来するクメール語の言葉である）。
このクメール語語源説はベトナム人がこの地域に定住する前からクメール人がいたという背景を考えるとなかなか興味深いものではある。しかし、この説は、クメール語の prey とベトナム語の“Sài”という2つの言葉が音声学的に全く異なるように見えることからすると、前者からどのようにして後者が導かれたのかという説明が完全に抜けている。

#### 広東語語源説
さらに少数説を唱えるのが、20世紀初期のベトナム人学者である Vương Hồng Sển である。その説によると、Sài Gòn の由来は広東語の名前で、サイゴンの華人居住区であるチョロン（クオックグーでは Chợ Lớn）にあるという。広東語の（元々の）都市名であるチョロンは、堤防を意味する「タイ・ゴン」（堤岸、Tai4ngon6）である。この説は「サイゴン」が「タイ・ゴン」に由来するのは自明であるという。

### ホーチミンの由来
現在のベトナム共産党政府が、その指導者の名前であるホー・チ・ミンにちなみ、南ベトナムのサイゴン陥落（1975年4月30日）の後、1976年に市名をサイゴン市からホーチミン市に改名した。なお北ベトナム軍によるサイゴンに対する、最終的な攻略作戦の名称は「ホー・チ・ミン作戦」であった。
ベトナム語の公式名は、Thành phố Hồ Chí Minh であり、TP.HCM と省略されることも多い。なお "thành phố" は漢語では「城庯」で、「市、都市」を意味する。英語では Ho Chi Minh City と訳されていて、HCMC と省略され、フランス語ではHô Chi Minh Ville（アクサンシルコンフレックスは省略されることもある）と訳されていて、HCMV と省略される。
なお、サイゴンという旧名は、公式・非公式の文脈で、今でもベトナム人によって広く使われている。例えば、ベトナム統一鉄道のターミナル駅は「サイゴン駅」、タンソンニャット国際空港のIATAコードは SGN のまま、河港も「サイゴン港」のまま、河川も「サイゴン川」のまま変わっていない。ベトナムの有名なビール商品名であるビア・サイゴンをはじめ、多くの企業名や本の題名でも、旧名は使われている。
一般的に「サイゴン」という言葉は、ホーチミン市の中心部（1区、3区周辺）のみを指す。「サイゴン」という単語は、ハノイ市を含む、ベトナム全国の商店の看板で見ることができる。「サイゴン風」や「サイゴン流」といった言葉は、小じゃれた雰囲気やモダンさといった意味を暗示するために用いられている他、ベトナムの歴史上の人物である『ホー・チ・ミン』と混同されない様、人物名と区別するために、敢えて旧都市名の「サイゴン」を使う人々もいる。

## 歴史

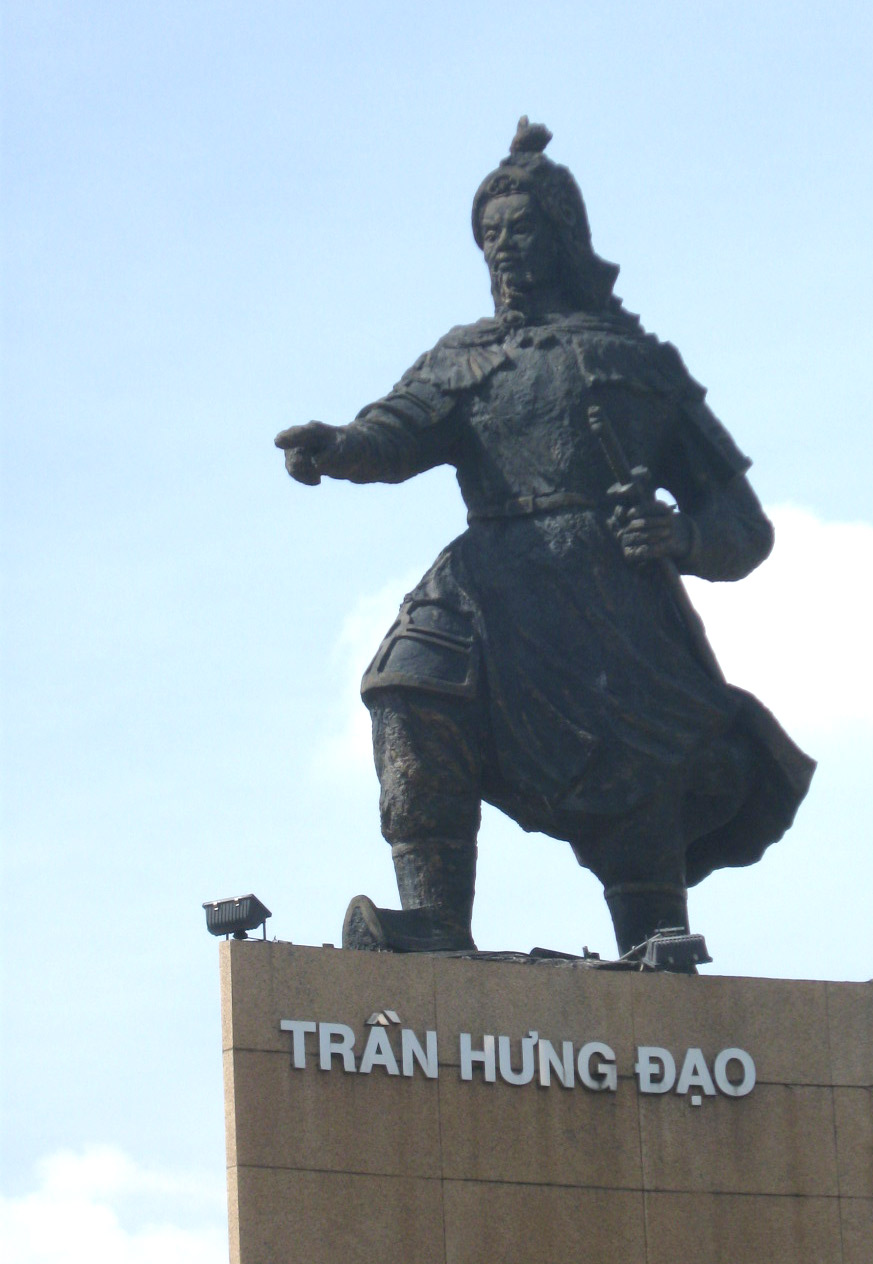
13世紀の武将チャン・フン・ダオの像

ホーチミン市は、プレイノコール（英: Prey Nokor、クメール語で「森の中の街」という意味）として知られる小さな漁村として出発した。今では市街地が広がっている一帯は、もともとは沼地であり、ベトナム人が16世紀後半か17世紀以降に入ってくる何世紀も前からクメール人が住んでいた。17世紀以降には華僑も現れた。明朝の滅亡（1662年）により、その遺臣である楊彦迪（ズオン・ガン・ディック、Dương Ngạn Địch）、陳上川（チャン・トゥオン・スィエン、Trần Thượng Xuyên）らの率いる約3000人・50隻が阮氏広南国に亡命し、ビエンホア（サイゴンの東方）やミトー（メコンデルタ入口）への入植を許可された。
1623年、カンボジア王チェイ・チェッタ2世（在位：1618年-1628年)は、鄭阮戦争で阮氏広南国から流出した難民をプレイノコール一帯の定住者とし受け入れるための税務事務所を建築し、居住を許可した。ベトナム人定住者がみるみるうちに増えてゆくのを、シャムとの戦争により弱体化したカンボジア王国は妨げることができず、この一帯はゆっくりとベトナム化していった。やがて、プレイノコールはサイゴンとして知られるようになった。
1698年、ベトナム人貴族であるグエン・フー・カイン（阮有鏡）が、この一帯にベトナム人による統治機構を構築し、この一帯に干渉するほどの勢力を失ったカンボジアからこれを引き離すため、フエの阮氏の頭領によって送り込まれた。彼は大規模な定住によりサイゴンの拡大をもたらした人物としてしばしば賞賛されている。ザーディン城（Thành Gia Định）と呼ばれた巨大なヴォーバン式星形要塞が築城されたが、1861年のチーホアの戦いにおいてフランス人が破壊した。ホーチミン市は、この年をもって市の起源としている。ザーディンの名称はザーディン省として残った。

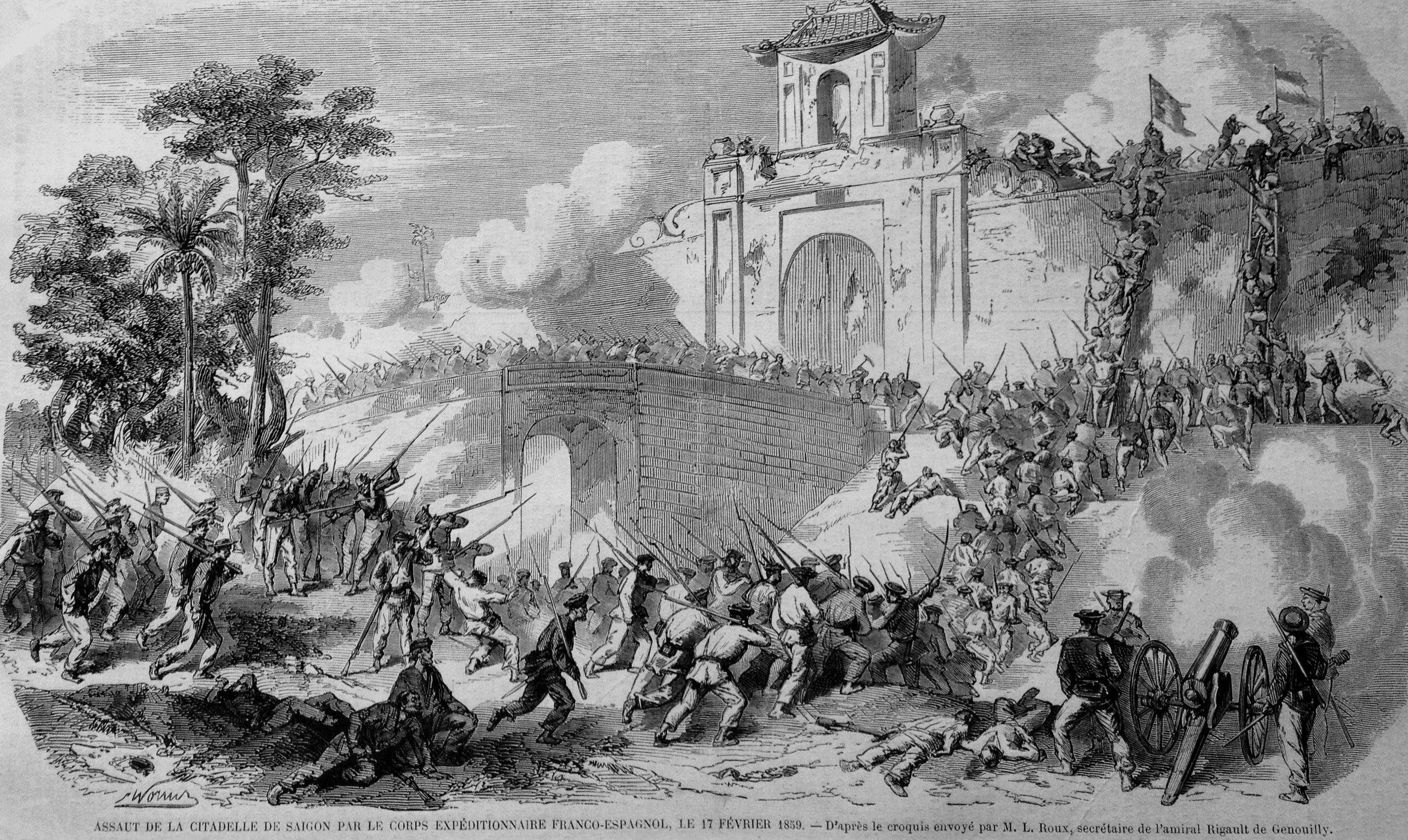
フランスによるサイゴン攻略（1859年）

1859年にフランスによって占領され、1862年のサイゴン条約で阮朝はフランスによるコーチシナ東部の支配を認めた。その際にサイゴンは開港し、1887年に成立したフランス領インドシナのもとで急速に発展した。ベトナムがフランスにより植民地として占領されている間、この街はフランスの影響を受けた。そのことが、この街に数多くの古典的西洋風の建築に表れている。そのため、サイゴンは「極東の真珠」 (Hòn ngọc Viễn Đông) とか、「東洋のパリ」 (Paris Phương Đông) と呼ばれることも多い。なお、1873年に日本の岩倉使節団がサイゴンを市内見学しており、当時の安南国の様子が「米欧回覧実記」に記されている。
第二次世界大戦後の1945年9月23日、フランス軍はイギリス軍の支援を受けながらサイゴンを占領。しかし1954年、フランス軍は共産主義者のベトミンにディエンビエンフーの戦いで敗れ、インドシナ半島から撤退した。その後、サイゴンはバオ・ダイ帝が組織した政府の支配下に戻った。バオ・ダイは、1950年にサイゴンを首都と定めた。その際、サイゴンと華人系ベトナム人の居住区域であったチョロン (Chợ Lớn) は、一つの行政単位として統合され、首都サイゴン（ベトナム語で Đô Thành Sài Gòn ）と呼ばれることになった。1954年のジュネーヴ協定により、ベトナムが公式に北ベトナム（ベトナム民主共和国）と南ベトナム（ベトナム共和国）に分断されると、アメリカ合衆国の影響下でゴ・ディン・ジエム大統領に率いられた南ベトナム政府は、引き続きサイゴンにその首都を置いた。

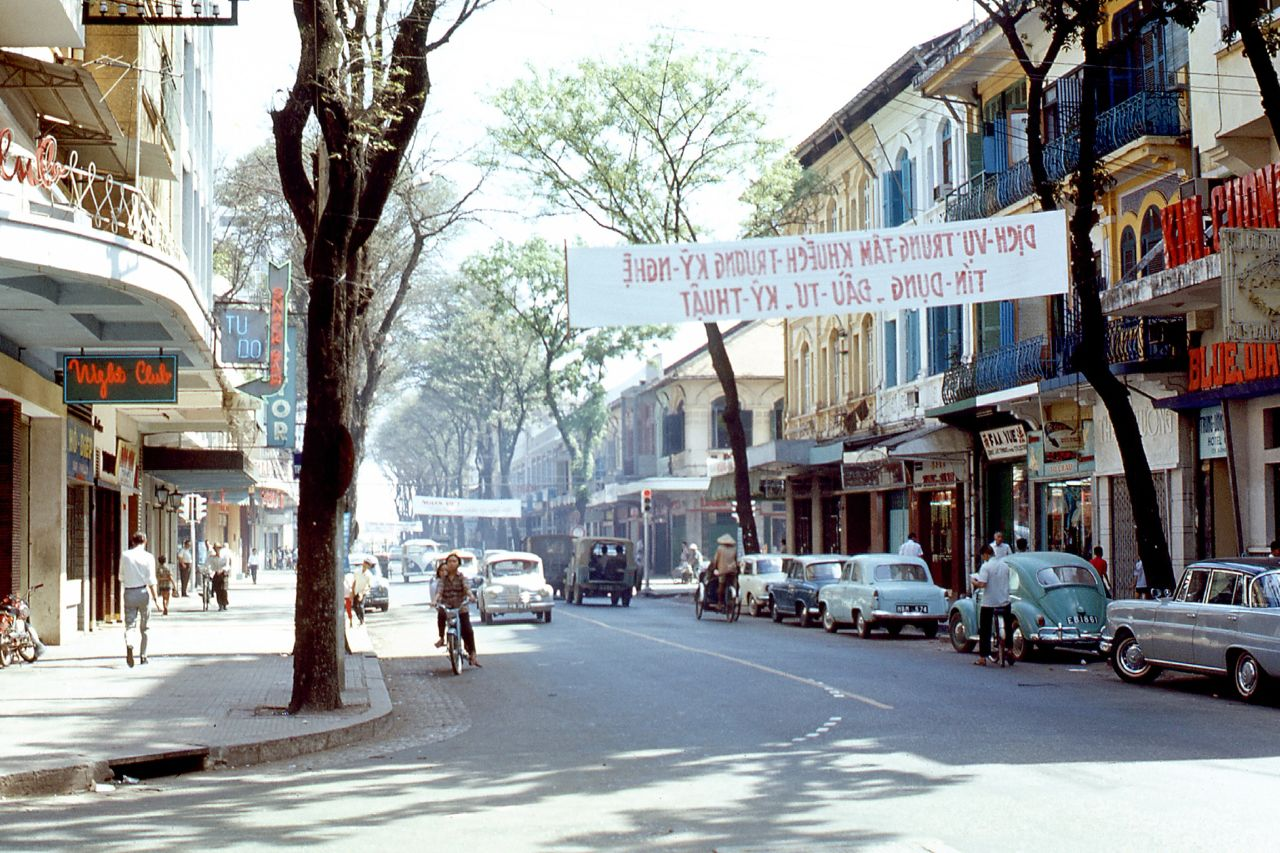
ベトナム戦争中のサイゴン中心市街地

その後南ベトナム軍と北ベトナム軍の戦闘が国境地域から拡大した事を受けて、南ベトナム政府を支援するアメリカのジョン・F・ケネディ大統領は、1960年にアメリカ軍軍事顧問団の大量派兵を行う。その後の1965年のアメリカ正規軍の本格参戦によって、ベトナム戦争が本格化すると、サイゴンをはじめとする南ベトナムには大量のアメリカの軍事物資と資金が流れ込むが、その後南ベトナム解放民族戦線による一般人をも標的にしたテロリズムが活発になる。
1973年のパリ協定締結後、アメリカ軍の全面撤退以降は徐々にベトナム共和国は劣勢に陥り、1975年4月30日にサイゴン市内に北ベトナム軍が進出し、南ベトナム政府が崩壊しベトナム戦争が終結。この出来事は一般に、アメリカ合衆国では「サイゴン陥落」と呼ばれ、ベトナムでは「サイゴン解放」と呼ばれている。
その後、サイゴンを始めとする南ベトナムはベトナム人民軍の支配下に置かれ、社会主義化されると経済活動は停滞し、これを嫌う華僑を中心に、難民が流出した。
1976年、共産主義の統一国家ベトナム社会主義共和国が成立したことにより、サイゴンの街（チョロンを含む）、ザーディン省及び近隣2州の郊外2地区が統合され、後の共産党指導者ホー・チ・ミンの名を冠したホーチミン市が作られた。このとき「ザーディン」の名称も消滅した。
今日でも、この街の都心部には広くて優雅な並木道が走り、歴史的なフランス植民地風の建物が並んでいて、町並みに彩りを添えている。この街の中心部で最も目立つ建築物といえば統一会堂 (Dinh Thống Nhất)、市人民委員会 (市役所：Ủy ban nhân dân thành phố)、市営劇場 (Nha hát thành phố)、中央郵便局 (Bưu điện thành phố)、革命博物館 (Bảo tàng Cách mạng)、国立銀行支店 (Ngân hàng Nhà nước)、市人民法廷 (Tòa án Nhân dân Thành phố) 及びノートル・ダム大聖堂 (Nhà thờ Đức Bà) である。
ホーチミン市は、ベトナムで確固たる地位を占める華人の本拠地である。チョロンは、現在では6区、10区及び11区の一部と5区として知られる一帯であり、中華街となっている。1975年以前に南部ベトナムには120万人の華人が在住していたが、そのうち110万人はサイゴンに在住し、さらにそのうち70万人はチョロン在住であった。中越戦争前夜には華人が大量に難民として出国したため、チョロンの華人人口は1978年には10万人にまで減少した。 在ベトナムの華人人口は1975年145万人から1987年28万人にまで減少している。 その後、ドイモイ政策が進むと帰国する者も増え、チョロンの華人人口は50万人以上に回復した。
人口は700万人を超え（住民登録者及び市外からの通勤者の合計）、ホーチミン市では公共インフラの必要性が急激に増大している。この必要性を満たすため、市当局と中央政府は新都心を開発する努力を始めている。最も目立った事業を2つ挙げるとすれば、2区のトゥーティエム（Thủ Thiêm / 守僉）中心市街地と7区のフーミーフン（Phú Mỹ Hưng / 富美興）新都心（サイゴン南部計画の一部）であり、日本人学校、サイゴン南部国際校（アメリカ人学校）、オーストラリアの王立メルボルン技術研究所、台湾人学校及び韓国人学校といった様々な国際学校が立地している。

## 地理と気候
ホーチミン市は北緯10度45分、東経106度40分のベトナム東南部に位置し、ハノイの1,760km南にある。平均海抜は19m。サイゴン川の西岸である。北でタイニン省及びビンズオン省と接し、東でドンナイ省及びバリア・ブンタウ省と接し、西でロンアン省と接し、南は南シナ海に面した長さ20kmの海岸線となっている。2025年の合併前のホーチミン市の面積は2,095 km2（ベトナム全土の0.63%）であり、北はクチ県（カンボジアとの国境から20km）から南は南シナ海沿岸のカンゾ県まで及ぶ。最北端（クチ県フーミーフン村）から最南端（カンゾ県ロンホア村）までは120km、最東端（9区ロンビン坊）から最西端（ビンチャイン県ビンチャイン村）までは46km。2025年にバリア＝ヴンタウ省とビンズオン省を編入し、面積は6,773 km2に拡大した。
ホーチミン市は熱帯気候（サバナ気候）で、平均湿度は75%ある。1年は2つの季節に分かれる。雨期は毎年平均して約1800mmの降水量があり（雨天は1年に約100日）、通常では5月に始まり11月下旬に終わる。乾期は12月から4月まで続く。平均気温は摂氏28度で、最高気温は4月下旬の正午に摂氏39度に達することもあり、最低気温は12月下旬の早朝に摂氏16度を下回ることがある。
| ホーチミンの気候                                                     | ホーチミンの気候 | ホーチミンの気候 | ホーチミンの気候 | ホーチミンの気候 | ホーチミンの気候 | ホーチミンの気候 | ホーチミンの気候 | ホーチミンの気候 | ホーチミンの気候 | ホーチミンの気候 | ホーチミンの気候 | ホーチミンの気候 | ホーチミンの気候 |
| 月                                                                   | 1月              | 2月              | 3月              | 4月              | 5月              | 6月              | 7月              | 8月              | 9月              | 10月             | 11月             | 12月             | 年               |
| -------------------------------------------------------------------- | ---------------- | ---------------- | ---------------- | ---------------- | ---------------- | ---------------- | ---------------- | ---------------- | ---------------- | ---------------- | ---------------- | ---------------- | ---------------- |
| 平均最高気温 °C （°F）                                               | 31.6 (88.9)      | 32.9 (91.2)      | 33.9 (93)        | 34.6 (94.3)      | 34.0 (93.2)      | 32.4 (90.3)      | 32.0 (89.6)      | 31.8 (89.2)      | 31.3 (88.3)      | 31.2 (88.2)      | 31.0 (87.8)      | 30.8 (87.4)      | 32.3 (90.1)      |
| 日平均気温 °C （°F）                                                 | 26.4 (79.5)      | 27.7 (81.9)      | 29.2 (84.6)      | 30.2 (86.4)      | 29.6 (85.3)      | 28.5 (83.3)      | 28.2 (82.8)      | 28.1 (82.6)      | 27.9 (82.2)      | 27.6 (81.7)      | 26.9 (80.4)      | 26.1 (79)        | 28.03 (82.48)    |
| 平均最低気温 °C （°F）                                               | 21.1 (70)        | 22.5 (72.5)      | 24.4 (75.9)      | 25.8 (78.4)      | 25.2 (77.4)      | 24.6 (76.3)      | 24.3 (75.7)      | 24.3 (75.7)      | 24.4 (75.9)      | 23.9 (75)        | 22.8 (73)        | 21.4 (70.5)      | 23.7 (74.7)      |
| 雨量 mm （inch）                                                     | 13.8 (0.543)     | 4.1 (0.161)      | 10.5 (0.413)     | 50.4 (1.984)     | 218.4 (8.598)    | 311.7 (12.272)   | 293.7 (11.563)   | 269.8 (10.622)   | 327.1 (12.878)   | 266.7 (10.5)     | 116.5 (4.587)    | 48.3 (1.902)     | 1,931 (76.023)   |
| 平均降雨日数                                                         | 2.4              | 1.0              | 1.9              | 5.4              | 17.8             | 19.0             | 22.9             | 22.4             | 23.1             | 20.9             | 12.1             | 6.7              | 155.6            |
| % 湿度                                                               | 69               | 68               | 68               | 70               | 76               | 80               | 80               | 81               | 82               | 83               | 78               | 73               | 75.7             |
| 平均月間日照時間                                                     | 244.9            | 248.6            | 272.8            | 231.0            | 195.3            | 171.0            | 179.8            | 173.6            | 162.0            | 182.9            | 201.0            | 223.2            | 2,486.1          |
| 出典1：World Meteorological Organization (UN) Weatherbase (humidity) |                  |                  |                  |                  |                  |                  |                  |                  |                  |                  |                  |                  |                  |
| 出典2：(sunshine hours only)                                         |                  |                  |                  |                  |                  |                  |                  |                  |                  |                  |                  |                  |                  |

## 政治・行政機構

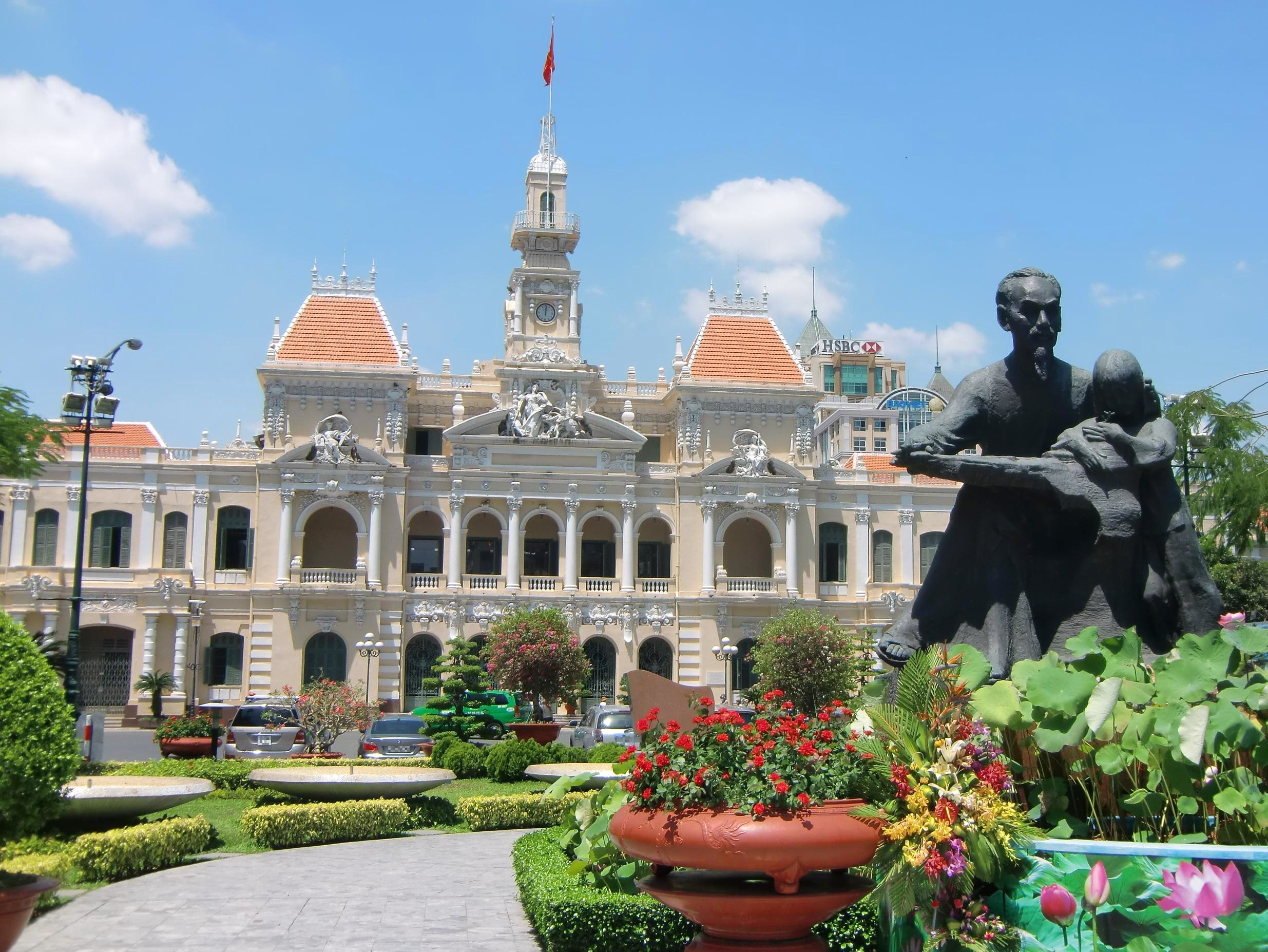
人民委員会庁舎とホー・チ・ミン像

地図

市内の地図（2はトゥドゥック市、13はビンタイン区、14はビンタン区、15はゴーヴァップ区、16はフーニャン区、17はタンビン区、18はタンフー区、ほかの数字は区名と一致）

ホーチミン市は省と同格の都市である。そのため、ホーチミン市の政治構造は省のそれに類似しており、選挙で選ばれた95人の評議員からなる人民評議会と、人民評議会によって選ばれた13人の委員からなる人民委員会とが、最も重要な地方政府機関となる。世界の他の市とは異なり、一人の首長が政治・執行を統括するのではなく、人民評議会議長が市の政治部門の頂点に立ち、人民委員会委員長が市の執行部門の頂点に立つ。ベトナム共産党 (CPV) がベトナムにおける全ての政治・経済・社会活動を指導するので、ベトナム共産党ホーチミン市委員会書記がホーチミン市で真に最高位にある指導者ということになる。
2025年に北隣のビンズオン省と東隣のバリア＝ヴンタウ省を統合した上、113坊・54社・1特区が設置される。
- サイゴン坊（phường Sài Gòn）
- タンディン坊（phường Tân Định）
- ベンタイン坊（phường Bến Thành）
- カウオンライン坊（phường Cầu Ông Lãnh）
- バンコー坊（phường Bàn Cờ）
- スアンホア坊（phường Xuân Hòa）
- ニエウロック坊（phường Nhiêu Lộc）
- ソムチエウ坊（phường Xóm Chiếu）
- カインホイ坊（phường Khánh Hội）
- ヴィンホイ坊（phường Vĩnh Hội）
- チョクアン坊（phường Chợ Quán）
- アンドン坊（phường An Đông）
- チョロン坊（phường Chợ Lớn）
- ビンタイ坊（phường Bình Tây）
- ビンティエン坊（phường Bình Tiên）
- ビンフー坊（phường Bình Phú）
- フーラム坊（phường Phú Lâm）
- タントゥアン坊（phường Tân Thuận）
- フートゥアン坊（phường Phú Thuận）
- タンミー坊（phường Tân Mỹ）
- タンフン坊（phường Tân Hưng）
- チャインフン坊（phường Chánh Hưng）
- フーディン坊（phường Phú Định）
- ビンドン坊（phường Bình Đông）
- ジエンホン坊（phường Diên Hồng）
- ヴオンライ坊（phường Vườn Lài）
- ホアフン坊（phường Hòa Hưng）
- ミンフン坊（phường Minh Phụng）
- ビントイ坊（phường Bình Thới）
- ホアビン坊（phường Hòa Bình）
- フート坊（phường Phú Thọ）
- ドンフントゥアン坊（phường Đông Hưng Thuận）
- チュンミータイ坊（phường Trung Mỹ Tây）
- タントイヒエップ坊（phường Tân Thới Hiệp）
- トイアン坊（phường Thới An）
- アンフードン坊（phường An Phú Đông）
- アンラック坊（phường An Lạc）
- ビンタン坊（phường Bình Tân）
- タンタオ坊（phường Tân Tạo）
- ビンチドン坊（phường Bình Trị Đông）
- ビンフンホア坊（phường Bình Hưng Hòa）
- ザーディン坊（phường Gia Định）
- ビンタイン坊（phường Bình Thạnh）
- ビンロイチュン坊（phường Bình Lợi Trung）
- タインミータイ坊（phường Thạnh Mỹ Tây）
- ビンクオイ坊（phường Bình Quới）
- ハイントン坊（phường Hạnh Thông）
- アンニョン坊（phường An Nhơn）
- ゴーヴァップ坊（phường Gò Vấp）
- アンホイドン坊（phường An Hội Đông）
- トンタイホイ坊（phường Thông Tây Hội）
- アンホイタイ坊（phường An Hội Tây）
- ドゥックニュアン坊（phường Đức Nhuận）
- カウキエウ坊（phường Cầu Kiệu）
- フーニュアン坊（phường Phú Nhuận）
- タンソンホア坊（phường Tân Sơn Hòa）
- タンソンニャット坊（phường Tân Sơn Nhất）
- タンホア坊（phường Tân Hòa）
- バイヒエン坊（phường Bảy Hiền）
- タンビン坊（phường Tân Bình）
- タンソン坊（phường Tân Sơn）
- タイタイン坊（phường Tây Thạnh）
- タンソンニ坊（phường Tân Sơn Nhì）
- フートホア坊（phường Phú Thọ Hòa）
- タンフー坊（phường Tân Phú）
- フータイン坊（phường Phú Thạnh）
- ヒエップビン坊（phường Hiệp Bình）
- トゥードゥック坊（phường Thủ Đức）
- タンビン坊（phường Tam Bình）
- リンスアン坊（phường Linh Xuân）
- タンニョンフー坊（phường Tăng Nhơn Phú）
- ロンビン坊（phường Long Bình）
- ロンフオック坊（phường Long Phước）
- ロンチュオン坊（phường Long Trường）
- カットライ坊（phường Cát Lái）
- ビンチュン坊（phường Bình Trưng）
- フオックロン坊（phường Phước Long）
- アンカイン坊（phường An Khánh）
- ドンホア坊（phường Đông Hòa）
- ジーアン坊（phường Dĩ An）
- タンドンヒエップ坊（phường Tân Đông Hiệp）
- アンフー坊（phường An Phú）
- ビンホア坊（phường Bình Hòa）
- ライティエウ坊（phường Lái Thiêu）
- トゥアンアン坊（phường Thuận An）
- トゥアンザオ坊（phường Thuận Giao）
- トゥーザウモット坊（phường Thủ Dầu Một）
- フーロイ坊（phường Phú Lợi）
- チャインヒエップ坊（phường Chánh Hiệp）
- ビンズオン坊（phường Bình Dương）
- ホアロイ坊（phường Hòa Lợi）
- フーアン坊（phường Phú An）
- タイナム坊（phường Tây Nam）
- ロングエン坊（phường Long Nguyên）
- ベンカット坊（phường Bến Cát）
- チャインフーホア坊（phường Chánh Phú Hòa）
- ヴィンタン坊（phường Vĩnh Tân）
- ビンコー坊（phường Bình Cơ）
- タンユエン坊（phường Tân Uyên）
- タンヒエップ坊（phường Tân Hiệp）
- タンカイン坊（phường Tân Khánh）
- ヴンタウ坊（phường Vũng Tàu）
- タムタン坊（phường Tam Thắng）
- ラックズア坊（phường Rạch Dừa）
- フオックタン坊（phường Phước Thắng）
- ロンフオン坊（phường Long Hương）
- バリア坊（phường Bà Rịa）
- タムロン坊（phường Tam Long）
- タンハイ坊（phường Tân Hải）
- タンフオック坊（phường Tân Phước）
- フーミー坊（phường Phú Mỹ）
- タンタイン坊（phường Tân Thành）
- トイホア坊（phường Thới Hòa）
- ヴィンロック社（xã Vĩnh Lộc）
- タンヴィンロック社（xã Tân Vĩnh Lộc）
- ビンロイ社（xã Bình Lợi）
- タンニュット社（xã Tân Nhựt）
- ビンチャイン社（xã Bình Chánh）
- フンロン社（xã Hưng Long）
- ビンフン社（xã Bình Hưng）
- ビンカイン社（xã Bình Khánh）
- アントイドン社（xã An Thới Đông）
- カンゾー社（xã Cần Giờ）
- クーチー社（xã Củ Chi）
- タンアンホイ社（xã Tân An Hội）
- タイミー社（xã Thái Mỹ）
- アンニョンタイ社（xã An Nhơn Tây）
- ニュアンドゥック社（xã Nhuận Đức）
- フーホアドン社（xã Phú Hòa Đông）
- ビンミー社（xã Bình Mỹ）
- ドンタイン社（xã Đông Thạnh）
- ホックマン社（xã Hóc Môn）
- スアントイソン社（xã Xuân Thới Sơn）
- バーディエム社（xã Bà Điểm）
- ニャベー社（xã Nhà Bè）
- ヒエップフオック社（xã Hiệp Phước）
- トゥオンタン社（xã Thường Tân）
- バクタンユエン社（xã Bắc Tân Uyên）
- フーザオ社（xã Phú Giáo）
- フオックホア社（xã Phước Hòa）
- フオックタイン社（xã Phước Thành）
- アンロン社（xã An Long）
- チューヴァントー社（xã Trừ Văn Thố）
- バウバン社（xã Bàu Bàng）
- ロンホア社（xã Long Hòa）
- タインアン社（xã Thanh An）
- ザウティエン社（xã Dầu Tiếng）
- ミンタイン社（xã Minh Thạnh）
- チャウファ社（xã Châu Pha）
- ロンハイ社（xã Long Hải）
- ロンディエン社（xã Long Điền）
- フオックハイ社（xã Phước Hải）
- ダットドー社（xã Đất Đỏ）
- ギアタイン社（xã Nghĩa Thành）
- ガイザオ社（xã Ngãi Giao）
- キムロン社（xã Kim Long）
- チャウドゥック社（xã Châu Đức）
- ビンザー社（xã Bình Giã）
- スアンソン社（xã Xuân Sơn）
- ホーチャム社（xã Hồ Tràm）
- スエンモック社（xã Xuyên Mộc）
- ホアホイ社（xã Hòa Hội）
- バウラム社（xã Bàu Lâm）
- ロンソン社（xã Long Sơn）
- ホアヒエップ社（xã Hòa Hiệp）
- ビンチャウ社（xã Bình Châu）
- タインアン社（xã Thạnh An）
- コンダオ特区（đặc khu Côn Đảo）

2025年までは16区1市5県で構成される。
| ホーチミン市行政単位一覧                      | ホーチミン市行政単位一覧   | ホーチミン市行政単位一覧   | ホーチミン市行政単位一覧 |
| 行政区画名（2020年12月）                      | 下位区画単位（2020年12月） | 面積（2020年12月） （km2） | 人口（2019年4月） （人） |
| --------------------------------------------- | -------------------------- | -------------------------- | ------------------------ |
| 1区（Quận 1, 郡𠬠）                           | 10坊                       | 7.72                       | 142,625                  |
| 3区（Quận 3, 郡𠀧）                           | 12坊                       | 4.92                       | 190,375                  |
| 4区（Quận 4, 郡𦊚）                           | 13坊                       | 4.18                       | 175,329                  |
| 5区（Quận 5, 郡𠄼）                           | 14坊                       | 4.27                       | 159,073                  |
| 6区（Quận 6, 郡𦒹）                           | 14坊                       | 7.14                       | 233,561                  |
| 7区（Quận 7, 郡𠤩）                           | 10坊                       | 35.69                      | 360,155                  |
| 8区（Quận 8, 郡𠔭）                           | 16坊                       | 19.11                      | 424,667                  |
| 10区（Quận 10, 郡𨒒）                         | 14坊                       | 5.72                       | 234,819                  |
| 11区（Quận 11, 郡𨒒𠬠）                       | 16坊                       | 5.14                       | 209,867                  |
| 12区（Quận 12, 郡𨒒𠄩）                       | 11坊                       | 52.74                      | 620,146                  |
| ビンタン区（Quận Bình Tân, 郡平新）           | 10坊                       | 52.02                      | 784,173                  |
| ビンタイン区（Quận Bình Thạnh, 郡平盛）       | 20坊                       | 20.78                      | 499,164                  |
| ゴーヴァップ区（Quận Gò Vấp, 郡塸㭑）         | 16坊                       | 19.73                      | 676,899                  |
| フーニャン区（Quận Phú Nhuận, 郡富潤）        | 13坊                       | 4.88                       | 163,961                  |
| タンビン区（Quận Tân Bình, 郡新平）           | 15坊                       | 22.38                      | 474,792                  |
| タンフー区（Quận Tân Phú, 郡新富）            | 11坊                       | 15.97                      | 485,348                  |
| トゥドゥック市（Thành phố Thủ Đức, 城庯守德） | 34坊                       | 211.56                     | 1,169,967                |
| ビンチャイン県（Huyện Bình Chánh, 縣平政）    | 1市鎮15社                  | 252.56                     | 705,508                  |
| カンゾ県（Huyện Cần Giờ, 縣芹蒢）             | 1市鎮6社                   | 704.45                     | 71,526                   |
| クチ県（Huyện Củ Chi, 縣糾支）                | 1市鎮20社                  | 434.77                     | 462,047                  |
| ホクモン県（Huyện Hóc Môn, 縣旭門）           | 1市鎮11社                  | 109.17                     | 542,243                  |
| ニャベ県（Huyện Nhà Bè, 縣茹𦨭）              | 1市鎮6社                   | 100.43                     | 206,837                  |

## 隣接行政区画
- ティエンザン省
- ロンアン省
- タイニン省
- ビンズオン省
- ドンナイ省
- バリア＝ブンタウ省

## 人口動勢

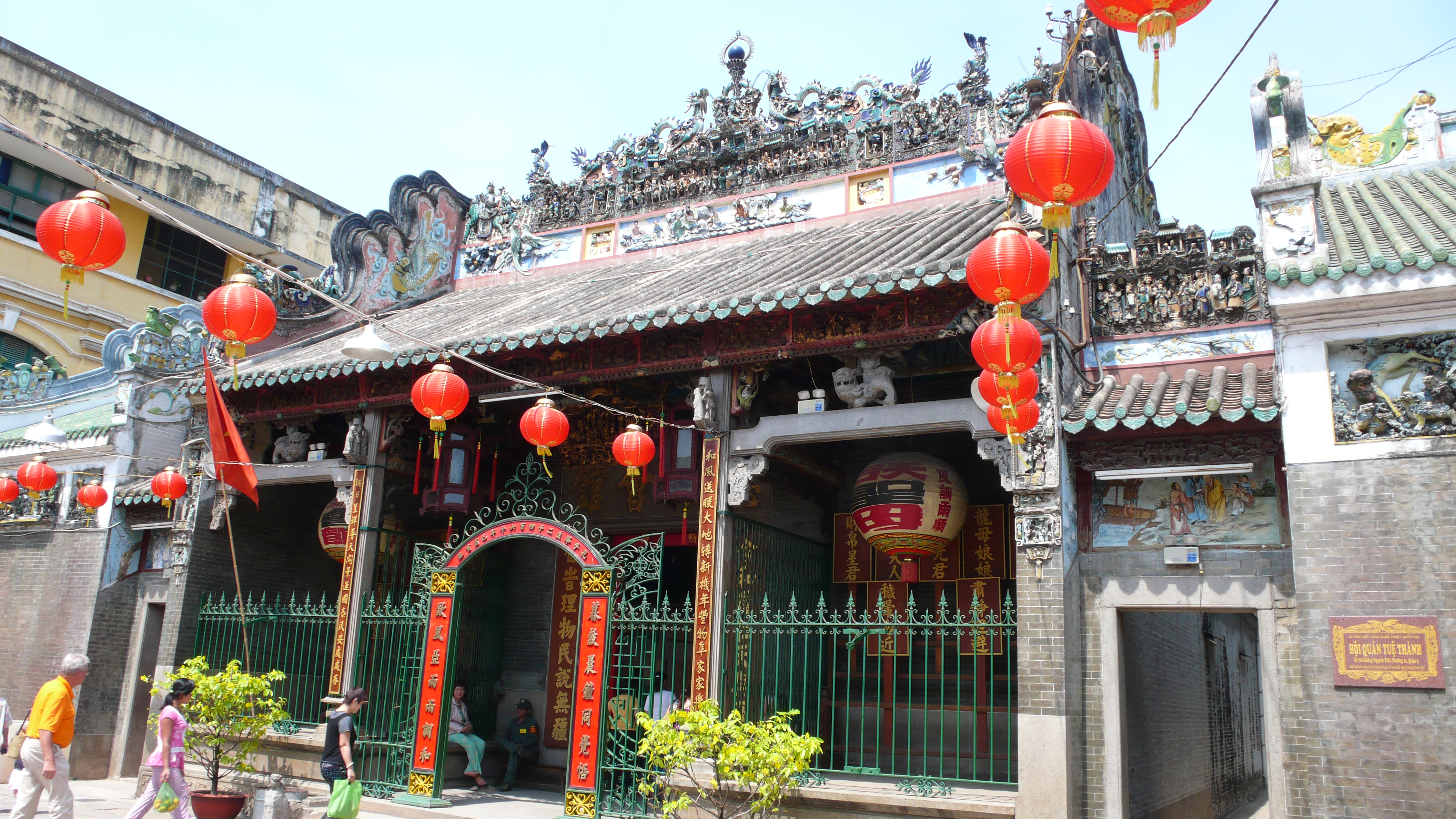
中華街の寺院

ホーチミン市の人口は、2004年1月1日現在の統計によれば、6,117,251人（そのうち市内19区に5,140,412人、郊外5区に976,839人）であった。2005年年央にはホーチミン市の人口は推計で6,239,938人（そのうち市内19区に5,240,516人、郊外5区に999,422人）になり、ベトナムの全人口の約7.4%と、全国で最も人口が集中する都市であった。単一の行政区画としてはもちろん、州レベルでみても、最大の人口を有している。ベトナム最大の経済・金融の結節点であるがゆえに、ホーチミン市には、近年ますます多くの人々が全国各地から流入しており、人口が急増している。1999年から2004年の間、市の人口は1年あたり約20万人ずつ増加している。2016年の都市圏人口では1007万人であり、世界の第35位、国内ではハノイを凌ぎ首位である。2019年4月1日時点の国勢調査による人口は、899万3,082人であった。2025年の合併後の人口は14,002,598人で、全人口の約13.4パーセントを占めるようになった。
多数派民族はキン族であり、約90%を占める。少数民族には華人が8%（ベトナム最大の華人居住地域）、その他（クメール人、チャム族、Nung、Rhade）が2%。ホーチミン市の住民は、通常、英語では "Saigonese"、フランス語では "Saigonnais"、ベトナム語では "Dân Sài Gòn / 民柴棍" と呼ばれる。
キン族はベトナム語を話すが、アクセントはそれぞれ違っている。南部弁約50%、北部弁約30%、中部弁約20%となっている。華人は広東語、潮州語、福建語、海南語、客家語を話す人が多く、普通話を話す人は少ない。様々な階級の英語が特に外国人と接することが必要な旅行業界や商業界で話されていて、英語はサイゴン人の事実上の第二言語になっている。

### 宗教
ホーチミン市における全宗教の信者の割合は次のとおり。

仏教（全宗派合計）66.66%、ローマカトリック26.87%、プロテスタント2.70%、その他（カオダイ教、ホアハオ教、イスラム教、ヒンドゥー教）3.77%。

## 経済

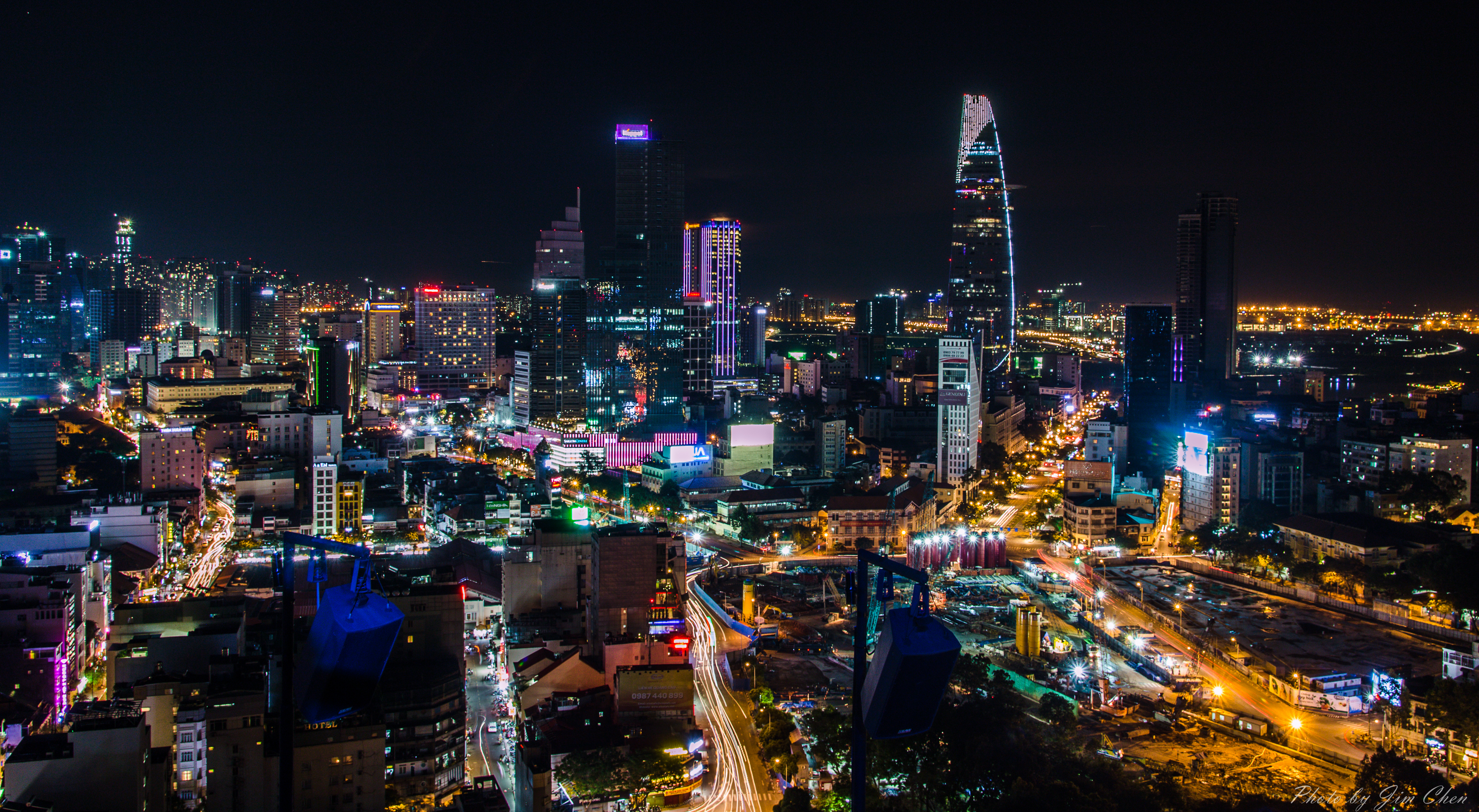
高層ビルが立ち並ぶ市街

ホーチミン市は、南北ベトナム統一後もベトナムで最も重要な経済的中心地である。数多くの大企業も含め、およそ30万社がハイテク産業、電器、機械加工及び軽工業に従事し、あるいは、建設業や素材産業、農業製品製造業に携わっている。現在、ホーチミン市には15の工業団地及び輸出加工地区があり、これに加えて、クアンチュンソフトウエアパーク及びサイゴンハイテクパークがある。
ホーチミン市には、小規模なものを除いても171の市場、スーパーマーケットのチェーン店が10系列、高級ショッピングモールが12か所、多数の美容服飾センターがある。50行を超える銀行が何百もの支店を有しており、拠点を置いている保険会社も20社ある。ホーチミン市には、ベトナムで最初の証券取引所が2001年に開かれた。
ドイモイ政策導入後のベトナム経済の成長に合わせて、ホーチミン市の経済活動も活発しており、2005年には、ホーチミン市の域内総生産は推計で116億米ドル（対2004年比12.2%増）、人口1人当たり約1,850米ドルになり、ベトナムの国民総生産の20%を占めた。この域内総生産を購買力平価により計算すれば、560億米ドル（人口1人当たり8,900米ドル）に達する（全国平均の約3.5倍高い）。ホーチミン市の工業生産高は56億米ドルで、全国合計の30%に等しい。ホーチミン市の港の輸出入高は290億米ドルで、全国合計の40%である。ホーチミン市は、国家予算の歳入の約30%を担っている。
また、本田技研工業やパナソニック、三菱重工や日本航空、髙島屋など多数の大企業の他、製造業や貿易業を始めとした日本の中小企業も、多数ホーチミン市に進出しているほか、市内には日本の政府開発援助による建築物も数多い。

## 交通
ベトナム南部の交通の要所であるホーチミン市からは、ベトナム南部やカンボジアの各地に陸路や船便で移動することができる。

### 道路
国道14号線と20号線で中央高地とつながり、国道1号線で中部沿岸や北部とつながり、国道1号線と50号線でメコンデルタとつながる。メコンデルタの中心都市カントーからホーチミン市を通って70km北東にあるドンナイ省ザウザイ（Dầu Giây / 油之）村までの高速道路が建設中である。

### 鉄道

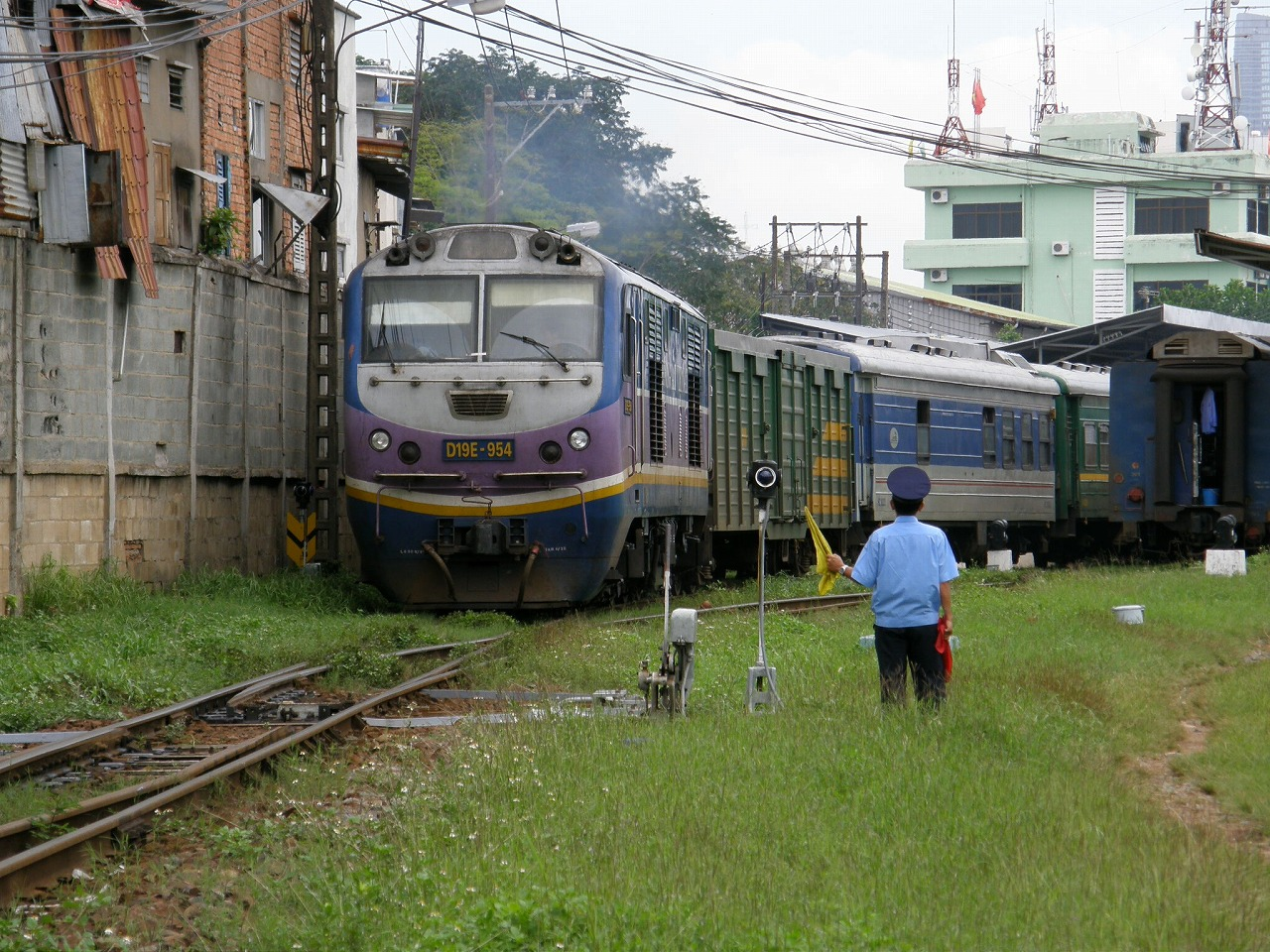
サイゴン駅を出発する列車

ホーチミン市は、ベトナム全土を結ぶ鉄道網の南部の主要地点である。鉄道の駅名は、市名が変わったあとも「サイゴン駅（ガ・サイゴン）」であり、ターミナル駅となっている。南部の最大都市であるホーチミン市と首都ハノイは、1726kmの南北線（統一鉄道）によって結ばれている。
ホーチミン駅 - ハノイ駅間には、毎日5本の列車があり、所要時間は最速のSE3・SE4 （列車番号:列車はS1からS20まであり、奇数列車がハノイ発ホーチミン行き。偶数列車がホーチミン発ハノイ行き）で30時間、もっとも遅いSE5・SE6で37時間程度である。
特に美しい海岸線を見下ろしながら、ディーゼル機関車に牽かれる長い列車が速度を落としレールをきしませ、いくつものトンネルをくぐり走るハイヴァン峠越えは圧巻である。
また、市内にはホーチミン・メトロも通っている。

### 空港

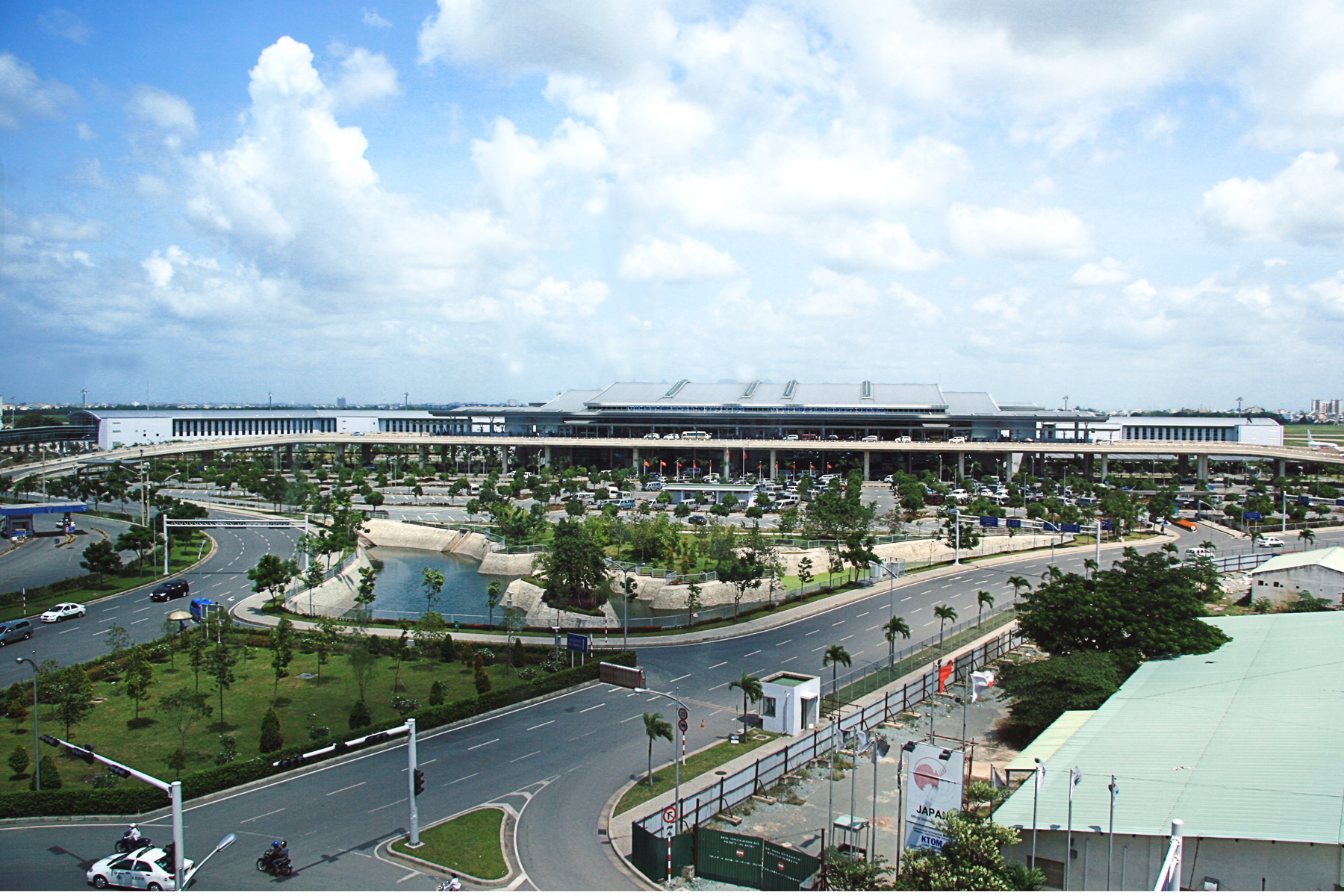
タンソンニャット国際空港

タンソンニャット国際空港は、軍民共用空港であり、ホーチミン市（サイゴン）の中心街（1区）の北7kmにある。空港と市街地との間の移動にはタクシーやバスを利用することができる。航空機利用客数が急速に増大していることや、タンソンニャット国際空港が市の中心部に近接していることから、ベトナム政府は既に、50km北東のドンナイ省ロンタイン村近郊に、新しく『ロンタイン国際空港』を建設する準備をしている。2021年1月に着工し、2025年に開港予定である。

### 海運
サイゴン川やドンナイ川に沿って、サイゴン港、新港、ベンゲ港、VICT 港といった多数の港がある。河川を遡航した地域に位置する河港ではあるが、サイゴン港の港域付近でも川幅は300-500m、水深は11mあり、港湾施設のほとんどは外航船が直接入港することができる。これらの港がベトナムが1年間に輸出入する船荷の40%を取り扱っている。

### 市内

#### 道路

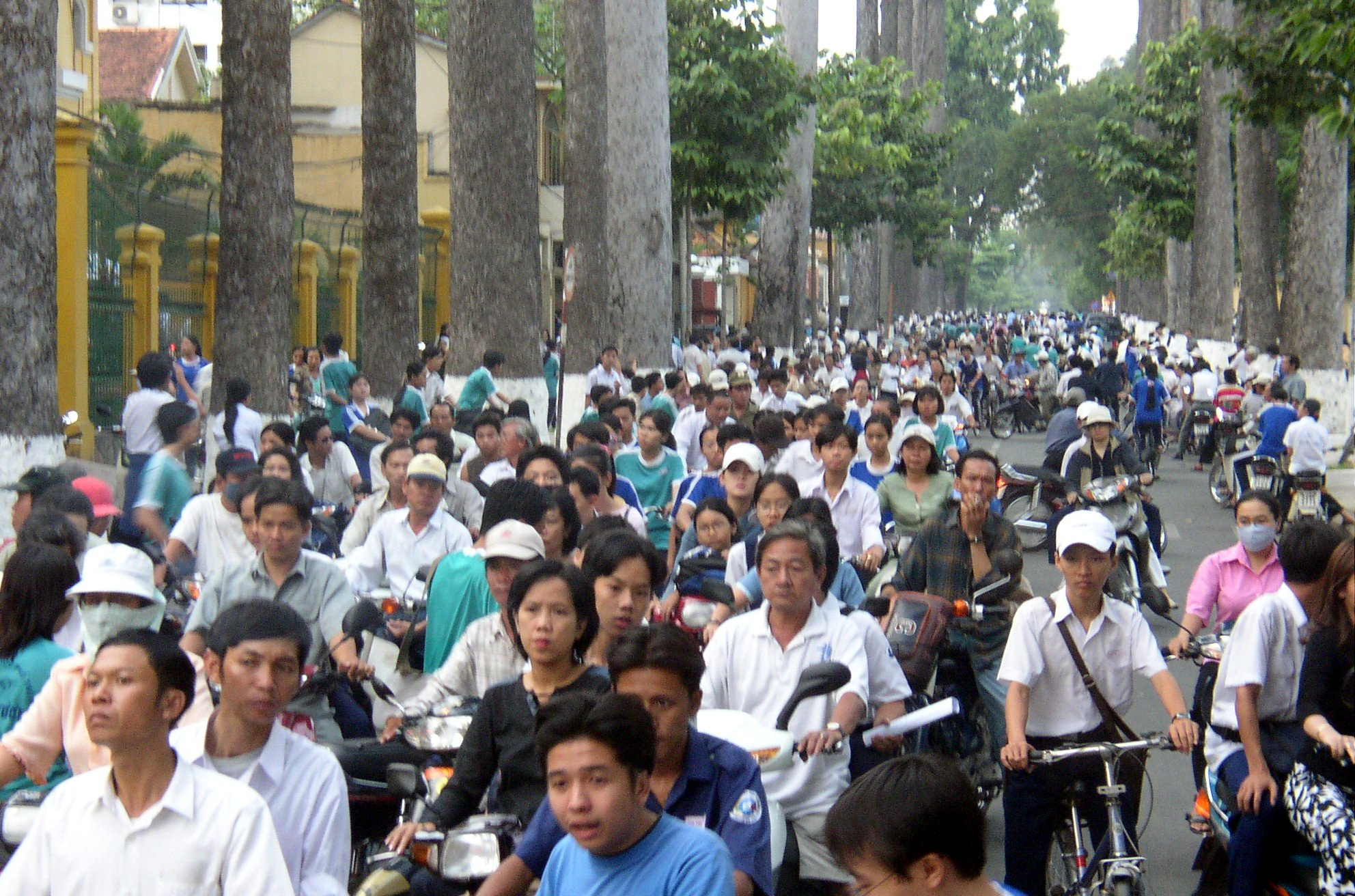
バイクによる渋滞

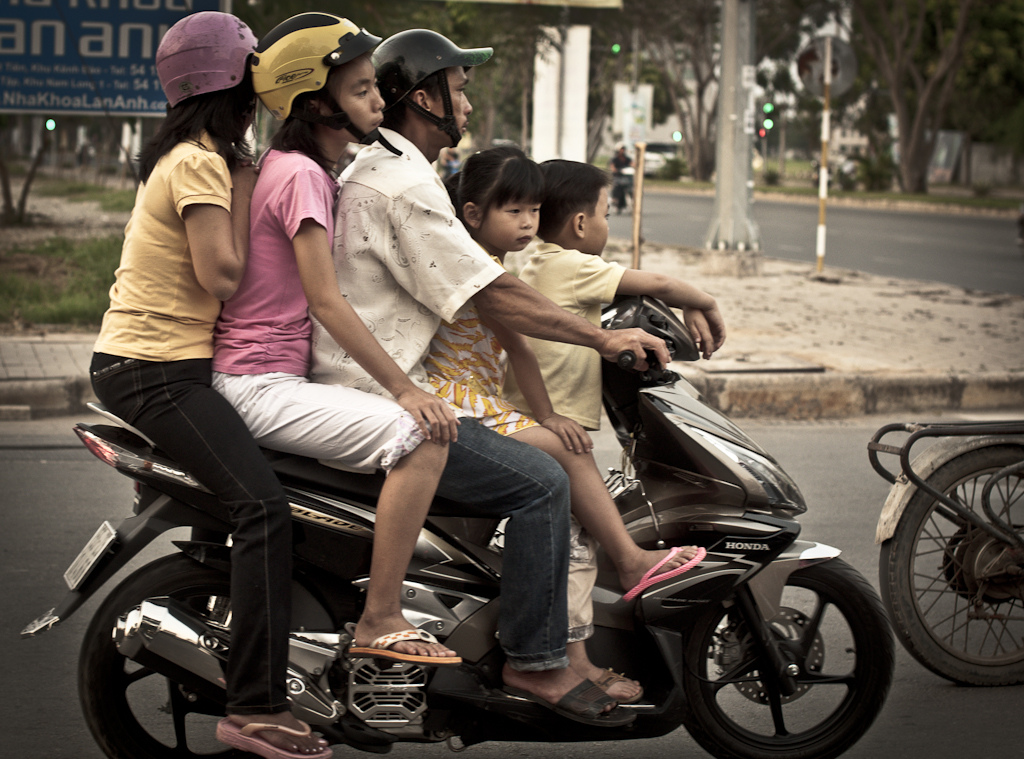
5人乗り。前の幼児2名はヘルメットをしていない

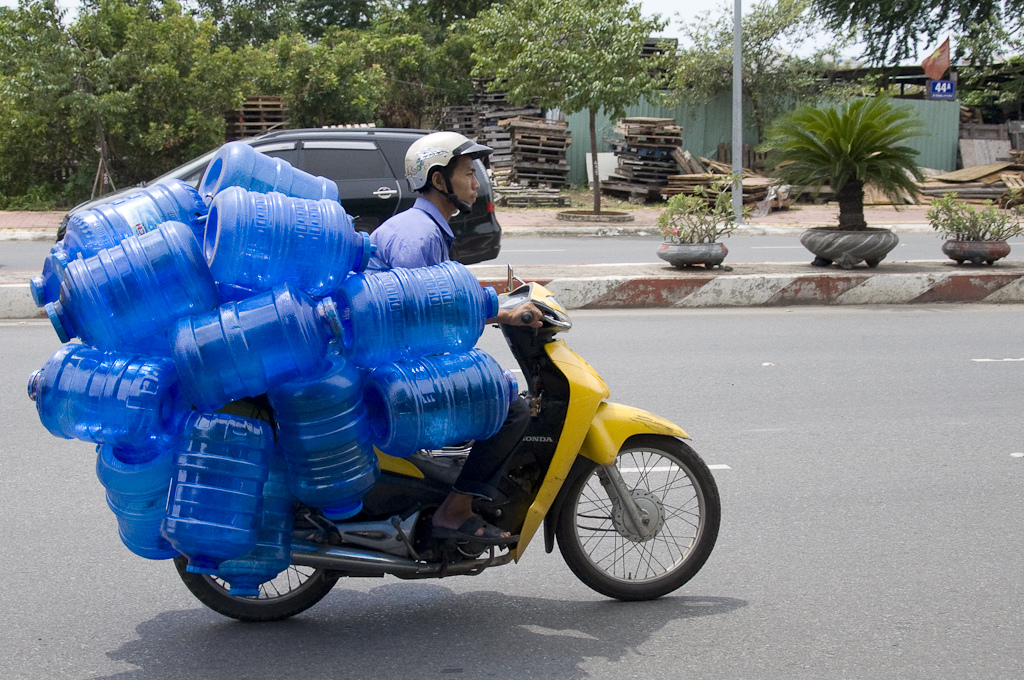
大量のボトルを運ぶバイク

ホーチミン市の道路事情は、インフラ状態やバイクの交通量から劣悪であるといわれることが多い。中には穴だらけの通りもあるためパンクの被害も多い。この街に無数にある裏通りや路地は特に顕著で、泥道と大して変わらないということさえある。
2000年代に入り、バイクが特に中国から安く輸入されるようになったため、バイクがおよそ300万台にまで増えた。もっとも人気のあるバイクはホンダのスーパーカブであったが、2020年現在ホーチミン市内でスーパーカブを見かけることは少ない。走行しているバイクは、新車と思われるスクーター型のバイクが多数を占める。依然として、ホンダ車が圧倒的に人気である。人気の秘訣は3-4人乗りでも長期間故障せずに耐久性があり加えて燃費がよいことである。自動車も40万台以上あり、市内の主要な道路を埋め尽くし、交通渋滞や大気汚染が広く問題視されるようになった。かつての北京が「自転車の街」であるとすれば、ホーチミン市は「バイクの街」とも言える。交通法規の執行状況は改善しつつあるとはいえ、一方通行を逆走、赤信号無視、歩道走行、5人乗り、過積載などは日常茶飯事である。スクーター移動が市民の主な移動手段であると同時に、経済成長に伴い、マイバッハやランボルギーニ等の超高級車も市内で見かけるようになってきている。
市の中心部にはファングーラオ通り、デタム通りがあり、旅行者でにぎわっている。

#### バス
バスが唯一の公共交通機関であることから、市内にバス路線網が張り巡らされている。なお多くのバスにエアコンが装備されている。

#### タクシー
1万台のタクシーのほとんどにメーターが取り付けられ、運行中は正常に作動しているのが普通であるが、英語を上手に話せる運転手は多くはない。中には運賃を不正に徴収するためにメーターを使おうとしない運転手やつり銭をごまかす運転手などもいる。
ホーチミン市内では、バイクの後部座席に客を乗せる『セオム』と呼ばれるバイクタクシーが多数活躍している。観光客がセオムや三輪の自転車タクシー（シクロ）を利用するときは、運転手が乗客の安全に注意を払わない場合もあるので、用心すべきである。白いVinasun（ビナサン）と緑のMailinh（マイリン）の大手タクシーグループは、比較的安全とされる。
Uber型の配車アプリも提供されており、Grabが利用可能である。2020年2月現在の料金目安は、7kmの移動で10万ドンである。

#### 鉄道
ホーチミン・メトロでは、高速都市鉄道8路線、路面電車1路線、そしてモノレール2路線を整備する予定である。ホーチミンメトロ1号線は2012年に建設が始まり、2024年12月22日に開業した。

## 観光

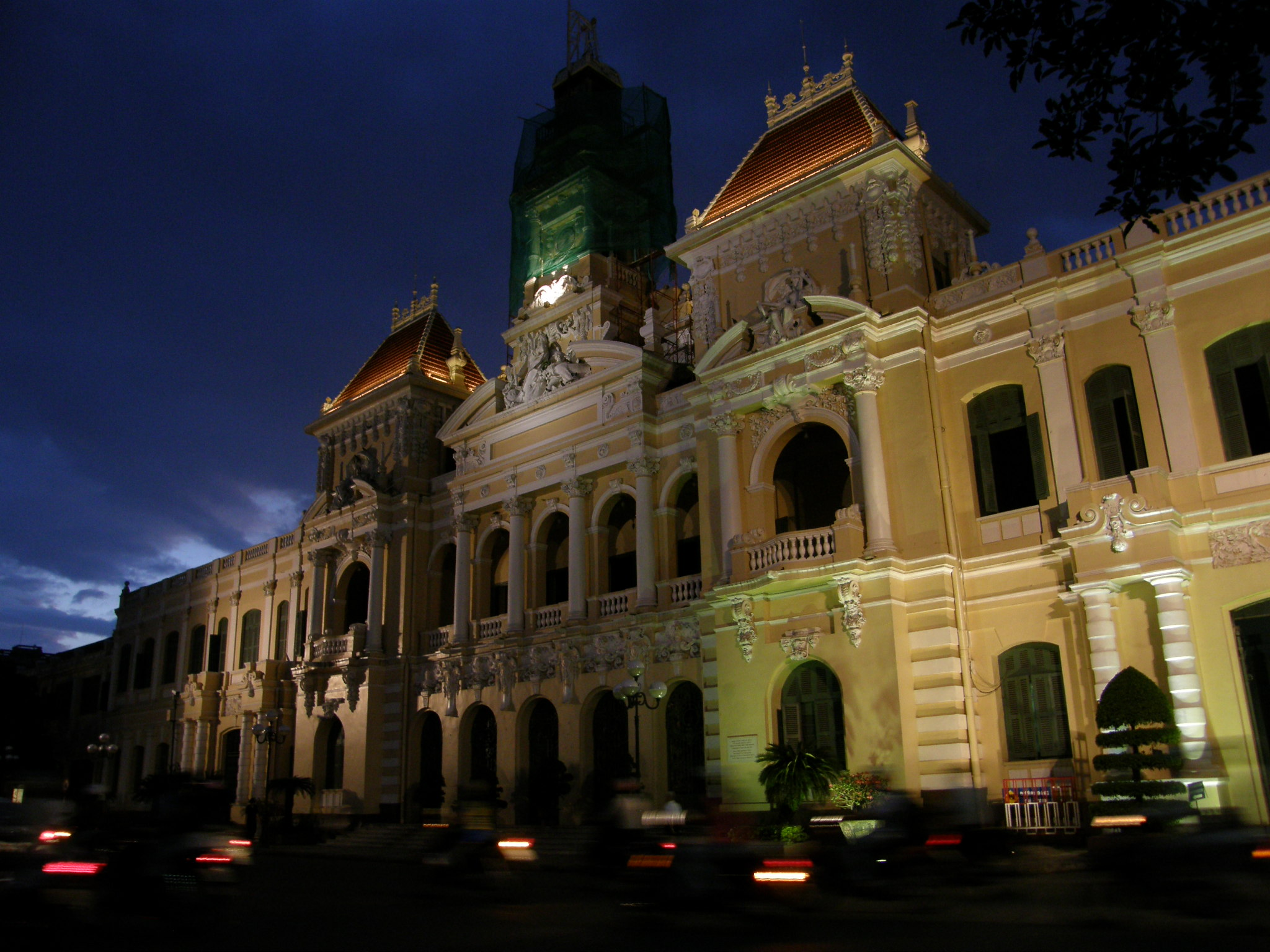
ライトアップされたホーチミン人民委員会庁舎 (U.B.N.D.T.P)

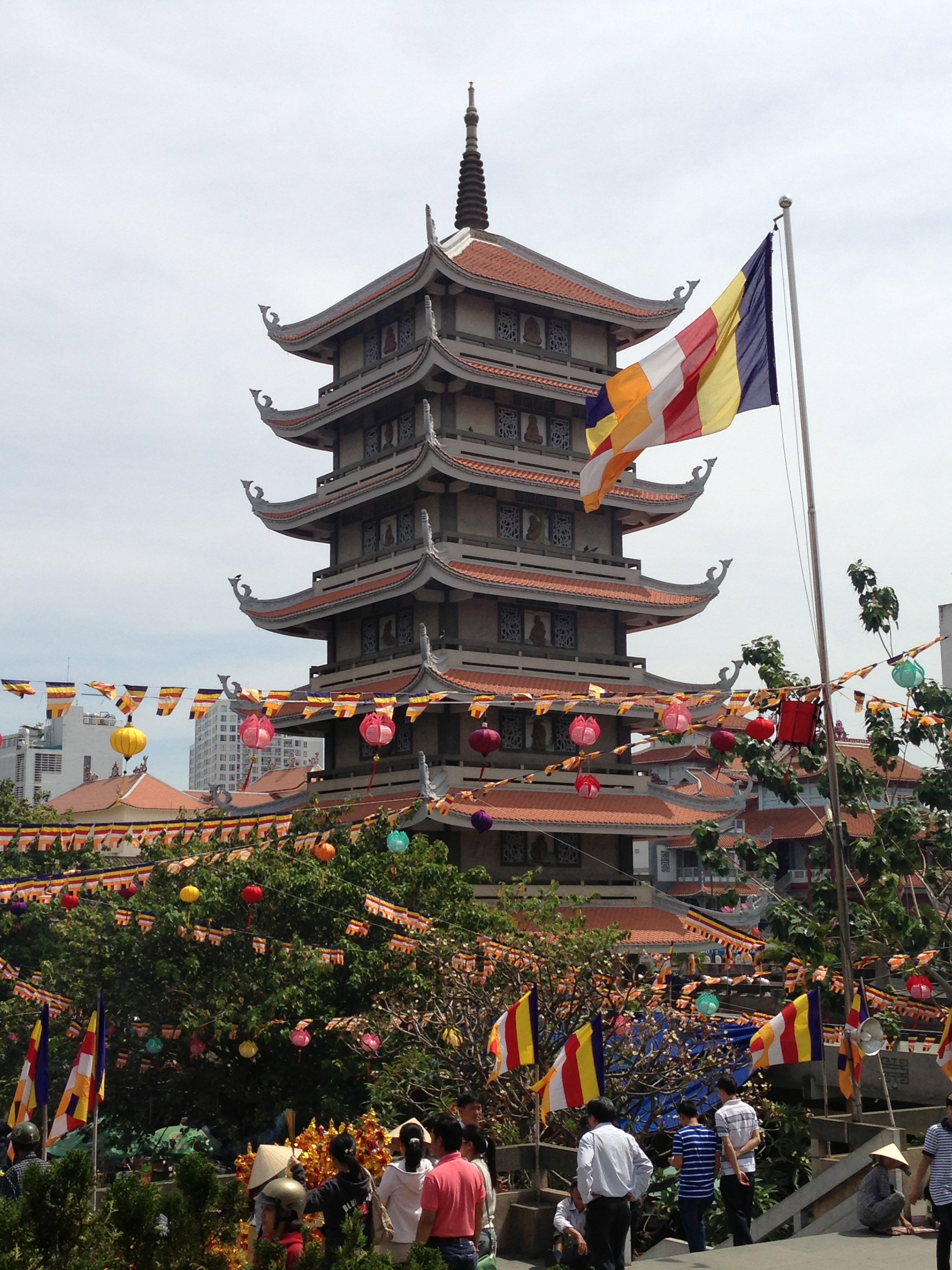
日本の援助により建設された永厳寺の七重塔

### 市内
- ホーチミン人民委員会庁舎
- 統一会堂 - 旧南ベトナムの大統領府。
- 戦争証跡博物館 (War Remnants Museum) : ベトナム戦争時に使用されたアメリカ軍の兵器の他、沢田教一の写真などが展示されている。
- 革命博物館
- 南東部軍隊博物館
- ベトナム歴史博物館
- サイゴン動植物園
- サイゴン中央郵便局 - フランス植民地時代の建築。
- サイゴン大教会（聖母マリア教会）
- スイティエン公園
- チャータム教会 (Nhà thờ Cha Tam)
- ティエンハウ廟（天后宮）(Thien Hau Temple)
- アンクアン寺（印光寺） (An Quang Pagoda)
- ホーチミン市民劇場
- ベンタイン市場
- ドンコイ通り：高級ホテルやブティック、レストランが立ち並ぶ繁華街
- ビテクスコ・フィナンシャルタワー　大韓民国・ヒュンダイグループが開発する一大プロジェクト
- タイムズスクエア　ドンコイ通り沿いで大韓民国・錦湖アシアナグループが開発する一大プロジェクト
- ダイアモンドプラザ　大韓民国資本のデパートメントストア
- チョロン : 中華街
- ビンタイ市場
- ギアアンホイクアン寺（チョロン）
- オンボン寺（チョロン）
- ヴィンギエム寺（永厳寺） (Vĩnh Nghiêm Pagoda)

他にも、美術博物館、南部女性博物館、ナ・ロン記念館、ベン・ドゥオック地下トンネル遺跡がある。また、ダムセン観光文化公園、スオイティエン文化公園及びカンゾーエコビーチリゾートは、ホーチミン市内の3大レクリエーション施設であり、ホーチミン市を訪れる人たちの人気を集めている。

### 郊外
- クチ - ベトナム戦争で南ベトナム解放民族戦線が使用した、地下トンネル（クチの地下道）がある。
- タイニン - ベトナムの風変わりな新興宗教であるカオダイ（高台）教の総本山がある。
- ミトー、ベンチェ、カントー、カイベー、ヴィンロンなどメコン・デルタ地帯の観光拠点ともなっている。

### ホテル
フランス統治時代から営業されているクラシックホテルや国際チェーンのホテルから、客室数が10程度の小規模ホテルまで様々なランクの何百というホテルが18,000室以上あり、その中には5つ星の高級ホテルも10軒ある。予算が乏しい旅行者にも、1区のファングーラオ通り、デタム通り、ブイ・ビエン通りであれば、安いホテル、ゲストハウス等が簡単に見つかる。
- マジェスティック・ホテル
- ホテル・コンチネンタル・サイゴン
- カラベル・サイゴン・ホテル
- レックス・ホテル・サイゴン
- グランド・ホテル
- シェラトン・サイゴン・ホテル&タワーズ
- パークハイアット・サイゴン
- インターコンチネンタル・ホテル
- ホテル・ニッコー・サイゴン - オークラ ニッコー ホテルマネジメントが運営。唯一の日系ホテルである。

## 文化
ホーチミン市には何百もの印刷業者や出版社があり、書店も多く、公立あるいは学校の図書館のネットワークも広がっている。ホーチミン市総合図書館は150万冊以上の蔵書を有する、ベトナム随一の、美しい建築の建物である。他にも私立の画廊が数多く一般公開されている。市営劇場のほかにも、Bến Thành and Hòa Bình 劇場や Lan Anh 音楽堂のような素晴らしい娯楽施設がある。

### 料理
南ベトナム料理のほかにもベトナム全土の料理を提供するレストランの他、フランス料理や日本の寿司、テキサス風バーベキューからケンタッキーフライドチキンのようなファストフードまで、地元以外の料理を味わうこともできる。また近年は、市内中心部の大規模ショッピングモール内にフードコートが多数営業している。

## 教育
ホーチミン市の高等教育はかなり発達していて、50校の総合大学または単科大学が集中し、合計30万人以上の学生がいる。
- ホーチミン市国家大学
- ホーチミン市工科大学
- ホーチミン市師範大学
- ベトナム国立大学 - 35,000人の学生を擁し、ベトナム南部でもっとも重要な総合大学である。次の主要6校で構成する。自然科学大学（旧名サイゴン科学大学）、人文社会科学大学（旧名サイゴン文科大学）、工芸大学（旧名 Phu Tho 国立工業研究所）、国際大学、経済学部、新設の情報技術大学。

その他にも重要かつ権威ある高等教育機関をいくつか挙げると、次のとおりである。市立教育大学、市立経済大学、市立建築大学、市立医薬大学、市立農林大学、市立法科大学、市立技術教育大学、市立銀行大学、市立貿易大学、市立工科大学、オープンユニバーシティ、市立体育保健大学、市立美術大学、市立文化大学、市立音楽学校。
RMIT大学はベトナムで現在唯一の外資系教育組織である。キャンパスは約2000人の学生を擁する。
Click here  to view all University on the Viet Nam Map

## 報道

### 新聞
ホーチミン市の報道媒体はベトナムでは最も発達している。最近では、同市では、5紙の日刊新聞が発行されている。主要な新聞は、Sài Gòn Giải Phóng（サイゴン解放）及びその中国語版・スポーツ版及び夕刊、ベトナムで最大の発行部数を有するTuổi Trẻ（トゥオイチェー（若者））、Thanh Niên（タインニエン（青年））、Người Lao Dộng （労働者）、Thể thao（スポーツ）、英字ビジネス新聞の Saigon Times Daily などである。その他にも、30以上の新聞や雑誌が発行されている。

### テレビ・ラジオ
ホーチミン市テレビ (HTV) はベトナムで国営ベトナムテレビ (VTV) に次いで2番目に大きなテレビ局ネットであり、7時から24時まで（アナログ放送とデジタル放送の両方で）7チャンネルを放送している。ホーチミン市人民の声も南部地域最大のラジオ局である。世界の主要なテレビチャンネルは、2つのケーブルテレビネット（SCTV と HTVC）によって配信され、30万人以上の加入者や衛星放送受信器付きテレビが受信している。

## インフラ

### 通信

#### インターネット環境
ホーチミン市には120万件以上の固定電話と約300万台の携帯電話（後者は年間20%の伸びを示している）がある。インターネットは、特に ADSL 接続が急速に普及しており、80万人以上の加入者がいて、300万人以上がしばしば利用している。インターネットプロパイダの中でもVNPT、Viettel、FPTの3社が人気があり、ベトナムのインターネット加入者の98%を占めている。
外国からの観光客がスマートフォンからインターネットに接続するには、現地のWi-Fiに接続をするか、SIMカードを購入してスマートフォンに挿入する。なお、ベトナムのSIMカードは日本国内でも主にインターネット通販により購入可能である。料金目安は、60GBのデータ容量が20日間利用可能なSIMカードで約300円となる。

#### Wi-Fi環境
近年ではスマートフォン普及に伴い、ホテル、レストラン、カフェなどで無料のWi-Fiが利用できる。スターバックスなど一部チェーン店では長時間居座る客への対策として、1つのパスワードに対して1時間のみネット接続が有効で、それ以降は遮断する仕組みを導入している。

### 公衆衛生
ホーチミン市の医療体制は比較的発展しており、約80の公立病院または公立医療センターと何十もの市立診療所が連携している。これらの施設は最先端の医療設備を備えている。1,400床を有する（Chợ Rẫy / 𢄂𡋀）病院は、日本の援助と心臓病学研究所（フランスが資金を提供している）によって医療の質が高まり、インドシナでも最高水準の医療施設になっている。ホアハオ（Hòa Hảo / 和好）医療診断センター（Medic）とFV病院は、良質のサービスを提供するとともに近代的な設備を備え、最近では外国人を含む多くの顧客を獲得している。患者は近隣州内の各都市だけでなく、カンボジアからも通院している。

## 姉妹都市
| - 韓国 釜山広域市 - ラオス チャンパーサック県 - フィリピン マニラ - ロシア モスクワ - フランス リヨン - 中国 泉州市 - 日本 大阪市 - 日本 愛知県 - 台湾 台北市 | - フランス ローヌ＝アルプ地域圏 - カンボジア プノンペン - ラオス ヴィエンチャン - ロシア スヴェルドロフスク - 中国 瀋陽市 - カナダ トロント - アメリカ合衆国 サンフランシスコ - 中国 上海市 - ドイツ ライプツィヒ |